# 2020년 하계 올림픽 콩고 민주 공화국 선수단
2020년 하계 올림픽 콩고 민주 공화국 선수단은 2021년 일본 도쿄에서 열린 2020년 하계 올림픽에 참가한 올림픽 콩고 민주 공화국 선수단이다.
콩고 민주 공화국은 2020년 도쿄 하계 올림픽에 참가했다. 원래 2020년 7월 24일부터 8월 9일까지 열릴 예정이었던 올림픽은 코로나19 범유행으로 인해 2021년 7월 23일부터 8월 8일로 연기되었다. 이전에는 자이르(Zaire)라는 이름으로 4개 대회에 출전했지만 이번 하계 올림픽은 콩고 민주 공화국의 11번째 연속 올림픽 출전이었다.

## 출전 선수
| 종목   | 남자 | 여자 | 전체 |
| ------ | ---- | ---- | ---- |
| 복싱   | 2    | 2    | 4    |
| 유도   | 0    | 1    | 1    |
| 육상   | 1    | 0    | 1    |
| 태권도 | 0    | 1    | 1    |
| 전체   | 3    | 4    | 7    |

## 같이 보기
- 올림픽 콩고 민주 공화국 선수단